# 四宮米蔵
四宮 米蔵（しのみや よねぞう、1769年（明和6年） - 1835年（天保6年）は、囲碁の棋士。淡路国津名郡上畑村（現兵庫県淡路市木曽上畑）出身。賭碁師として全国を遍歴し、阿波の米蔵の名を馳せた。後に本因坊門下、四段。晩年は一生軒無案を号す。跡目時代の本因坊丈和との十一番碁がある。

## 生涯
特に師に付くこともなく独学で碁を学び、享保・文政の頃に賭碁師として諸国を巡って三千両以上を稼ぎ、四、五段の力があるとも言われて、その名を知られていた。
1820年（文政3年）に阿波藩主阿波守蜂須賀斉昌の伴として初めて江戸へ出て、本因坊家に赴き手合を求めた。当主本因坊元丈は当時六段の跡目丈和と二子で対戦させ、米蔵9目負となる。阿波守は後に使者を送り米蔵に三段の認可を求めたが、元丈はこれを断る。米蔵は再度求めて、同年から1823年（文政6年）までに丈和と更に十番を打ち、通算では4勝6敗1ジゴの成績を残して三段を許された。当時「二子を置く時は天下に敵なし」と自負していた米蔵は、後にこの時のことを語って「丈和は実に名人の器乎」と語ったとされる。この頃の丈和は打ち盛りの時期とされ、米蔵の成績は立派なものと見なされており、丈和が自著の『国技観光』にこの全局を収録しているのもその現れと言える。関山仙太夫は「米蔵は手の見え、はなはだすぐれたり。一向に法を用いず、我流を打つ強五段の業ある珍物なり」と述べ、藤沢秀行も丈和-米蔵戦には名局が何局もあると評している。その後1824年（文政7年）四段。この頃、井上安節、伊藤松和に先番、林元美に二子、元丈に三子などの碁も残されている。
その後、浪華に住み、太田雄蔵との棋譜も『西征手談』に掲載されている。